# Montmort-Lucy
Montmort-Lucy is een gemeente in het Franse departement Marne (regio Grand Est) en telt 589 inwoners (1999). De plaats maakt deel uit van het arrondissement Épernay.
De gotische kerk heeft bouwelementen uit de 11e, 13e en 15e eeuw.

## Geografie
De oppervlakte van Montmort-Lucy bedraagt 29,2 km², de bevolkingsdichtheid is 20,2 inwoners per km².
De onderstaande kaart toont de ligging van Montmort-Lucy met de belangrijkste infrastructuur en aangrenzende gemeenten.

## Demografie
Onderstaande figuur toont het verloop van het inwonertal (bron: INSEE-tellingen).